# Honduras na Letnich Igrzyskach Olimpijskich 1968
Honduras na Letnich Igrzyskach Olimpijskich 1968 reprezentowało 6 zawodników. Był to pierwszy start reprezentacji Hondurasu na letnich igrzyskach olimpijskich.

## Skład kadry

### Lekkoatletyka
Mężczyźni
- Cristóbal Corrales – 200 metrów (odpadł w eliminacjach)
- Emilio Barahona – 1500 metrów (odpadł w eliminacjach)
- Arturo Córdoba – 1500 metrów (odpadł w eliminacjach)
- Juan Valladares – 5000 metrów (odpadł w eliminacjach)
- Clovis Morales – 5000 metrów (odpadł w eliminacjach)
- Rodolfo Erazo – 10000 metrów (odpadł w eliminacjach)